# Problema della cuspide degli aloni galattici

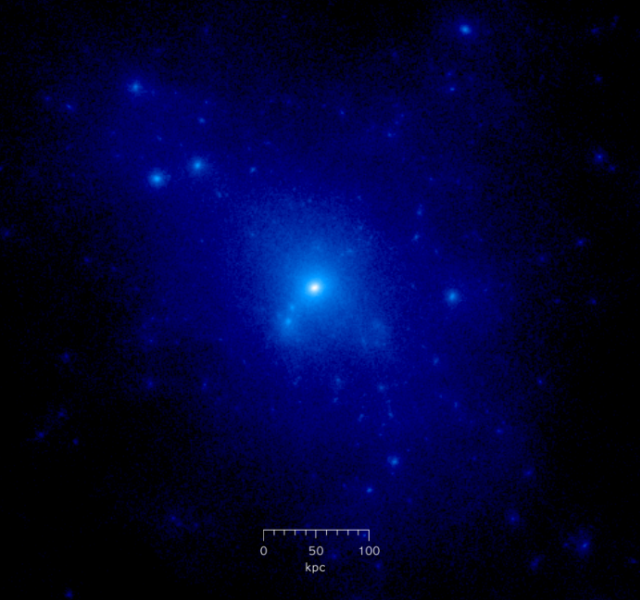
Materia oscura nell'alone galattico durante una simulazione. La parte visibile (non mostrata nell'immagine) è al centro del fitto alone

Il problema della cuspide degli aloni galattici deriva dalla previsione della CDM (Cold Dark Matter - materia oscura fredda) secondo la quale la curva di densità di materia oscura nelle regioni più dense dell'universo aumenta rapidamente fino ad arrivare a un picco là dov'è concentrata la maggior parte della materia in un punto centrale della curva, per poi diminuire di nuovo rapidamente. Questo implicherebbe che il centro della galassia dovrebbe essere il punto di maggior picco di concentrazione di materia oscura, mentre dalle osservazioni fatte questo picco non è affatto presente.
Il problema non sembra insolvibile poiché non sono ancora state studiate a fondo le relazioni tra concentrazione di materiale barionico e di materia oscura in aree a grande concentrazione barionica. In particolare un'area ad alta densità di materiale barionico avrebbe una distribuzione differente a causa di interazioni di forze diverse dalla gravità. La distribuzione del materiale barionico può dunque influenzare la curva a cuspide della distribuzione di materia oscura.
Ultimamente è stato messo in discussione quanto si conosceva sulla materia oscura e sulla formazione delle galassie. Come pubblicato su Nature 461 un gruppo di astrofisici tra i quali l'italiano Gianfranco Gentile, pensano che il componente della materia oscura possa essere una particella non ancora scoperta; ciò è avvalorato dal fatto che si è notato che le galassie a disco ruotano ad una velocità maggiore di quella che dovrebbero se fossero formate interamente dalla materia visibile.

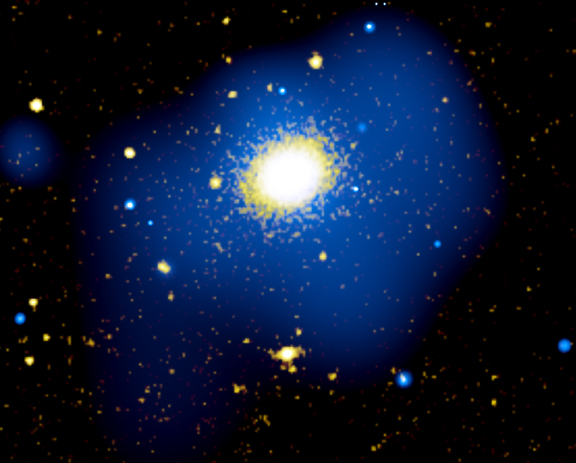
Il satellite Chandra mostra un alone di materia oscura attorno ad una galassia ellittica. Questa scoperta è in conflitto con i dati ottici che suggeriscono una carenza di materia oscura attorno alle galassie

Il concetto dell'esistenza della materia oscura è stato introdotto per giustificare la coesione della struttura galattica che invece degenererebbe se come componente avesse solo il materiale visibile. Viene inoltre teorizzato che le galassie siano immerse in una specie di nuvola, chiamata, appunto, alone di materia oscura, ed abbiano un campo di forza di gravità nella parte esterna della galassia più forte di quello ipotizzato dalla legge di Newton ed Einstein.
Questa idea viene chiamata MOND ( Modified Newtonian Dynamics ). Si è arrivati a questo risultato controllando le misure fatte sulla velocità di rotazione delle galassie e si è tracciata la distribuzione della materia su un vasto numero di esse.
Lo studio è stato intrapreso da Gianfranco Gentile,  Benoit Famaey, HongSheng Zhao e Paolo Salucci. Si è trovato che il campo gravitazionale della materia oscura all'interno di un alone è lo stesso per tutte le galassie e che il campo gravitazionale della materia visibile misurato sempre nello stesso punto risulta essere uguale per tutte le galassie considerate. Quindi si può dedurre che:
- La materia oscura e quella visibile interagiscono tra loro in maniera più forte di quello che si pensava;

- Oppure la materia oscura nelle galassie non esiste.